# 로스킬레시

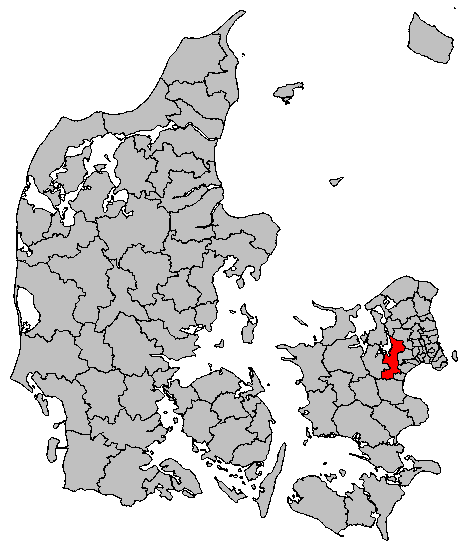
로스킬레시의 위치

로스킬레시(덴마크어: Roskilde Kommune)는 덴마크 셸란 지역에 위치한 지방 자치체로 행정 중심지는 로스킬레이며 면적은 211.88 km2, 인구는 83,022명(2012년 1월 1일 기준), 인구 밀도는 390명/km2이다. 셸란섬 북부에 위치한다.